# یواس‌اس رابرت ای اوونز (دی‌دی-۸۲۷)
یواس‌اس رابرت ای اوونز (دی‌دی-۸۲۷) (به انگلیسی: USS Robert A. Owens (DD-827)) یک کشتی بود که طول آن ۳۹۰ فوت ۶ اینچ (۱۱۹٫۰۲ متر) بود. این کشتی در سال ۱۹۴۶ ساخته شد.